# Bob Margolis
Bob Margolis (New York, 30 april 1949) is een Amerikaans componist en muziekuitgever.

## Levensloop
Margolis studeerde blokfluit privé bij Bernard Krainis en later muziek aan het Brooklyn College. Hij ging naar de Universiteit van Californië - Berkeley en studeerde aldaar van 1968 tot 1974 design. Vervolgens ging hij terug naar het Brooklyn College en behaalde aldaar zijn Bachelor of Arts in taal en tv-productie in 1974. Daarnaast studeerde hij compositie bij William Schimmel en Robert Starer en orkestratie bij Arnold Rosner. Zijn Master of Arts behaalde hij aan het Brooklyn College in 1977.
In 1981 richtte hij de muziekuitgeverij Manhattan Beach Music op.
Als componist gebruikt hij in zijn werken meestal moderne zettingen van melodieën vanuit de muzikale periode van de Renaissance.

## Composities

### Werken voor harmonieorkest
- 1977/1980 In the Big Apple
- 1978 Fantasia Nova
  1. Ragtime
  2. Dreams
  3. Parade
- 1978/1980 The Short Symphony
- 1979 Mercury Variations
- 1980 Metamorphosis
- 1981 Terpsichore[1][2]
  1. Bransle gay. Bransle double de poictu
  2. La Robine. Spagnoletta. Ballet des amazones. Volte
  3. Gavotte. La Bourrée
  4. Gaillarde. Reprinses. Gaillarde. Volte
- 1984 Color[3]
  1. Stanes Morris
  2. Stingo
  3. Daphne
  4. Argeers
  5. The Slip
- 1985 Prelude and March
- 1988 The Two-Minute Symphony[4]
- 1988 Royal Coronation Dances
  1. Arrival of the Court
  2. Procession of the Queen
  3. Sporting Games
- Alien Visitors[5]
- Allegro Brillante
- Chanson for Christmas[6]
- Fanfare Ode and Festival (after Claude Gervaise)
- Jody
- Soldiers' Procession and Sword Dance
- Streets and Inroads: Fantasy for Winds and Percussion
- The Renaissance Fair
- The Stars Asleep, The Break of Day

### Kamermuziek
- 1975 Fanfare, voor sopraan- en altblokfluit